# مناورة الملك
مناورة الملك افتتاحية شطرنج تتميز بالنقلات التالية:
1. e5 e4

2.f4
يضحي الأبيض ببيدقه لغايتين كي يشتت بيدق الأسود في العمود e عن المنتصف ويسيطر عليه لاحقا بالنقلة d4، ولكي يفتح العمود f للقلعة بعد التبييت جهة الملك وهذا لمهاجمة البيدق f7، وقد أظهرت الدراسات النظرية أن الأسود مجبر على إضعاف جهة الملك بنقلة مثل g5 في سبيل الحفاظ على البيدق.
هذه الافتتاحية من أقدم الافتتاحيات الموثقة في كتب التاريخ حيث تم اختبارها في القرن الـ17 من طرف اللاعب الإيطالي جوليو بوليريو ، وتوجد كذلك في كتاب أقدم كتبه اللاعب لويس راميريز دي لوسينا.
كانت افتتاحية مناورة الملك أحد أشهر الافتتاحيات في القرن الـ19، لكنها فقد شعبيتها تدريجيا كونها تحوي مخاطر على الأبيض لأن بإمكان الأسود الحصول على وضعيات جيدة وله حظوظ رد قوية، وتنقسم إلى فرعين رئيسيين مناورة الملك المقبولة ومناورة الملك المرفوضة.

## تاريخ
كانت مناورة الملك إحدى الافتتاحيات الأكثر شعبية لما يربو عن 300 سنة، وقد لعبت من قبل العديد من أقوى اللاعبين ونتجت عنها مباريات خالدة من بينها مباراة فيليدور الخالدة، وقد اختلفت آراء اللاعبين حولها ففي نظر فرانسوا فيليدور أن مناورة الملكة يفترض أن ينتهي بالتعادل إذا لعب الطرفين أفضل النقلات حيث قال «المناورة التي تهاجم وتدافع عنه بامتياز متساوي، لن يكون أفضلية حاسمة أبدا لأي من الطرفين» ، وبعد 150 سنة رأى اللاعب زيغبرت تاراش أن الافتتاحية خطأ حاسم وكتب «يكاد يكون جنونا لعب مناورة الملك» ، وبرأي مماثل كتب بوبي فيشر مقالا بعنوان «إخفاق لمناورة الملك» حيث قال: «في رأيي مناورة الملك إخفاق ويخسر صاحبه بالقوة» وعرض دفاع فيشر (3..d6) كدليل ، أما الكاتب غراهام برغس في كتابه «كاتب الماموث في الشطرنج» ركز على نظرية التراكم لويليام شتاينيتز التي قال فيها: «أن الهجوم يكون مبررا وذا تأثير حين تكون لدى المهاجم أفضلية، والأفضلية لا تكون إلا حين يخطئ الخصم، وبما أن 1...e5 لا تبدو خطأ فلا يفترض بالأبيض أن يشن هجوما».
هذه الأقوال أنقصت من شعبية الافتتاحية وفي 2012 صرح مصمم محرك ريبكا الأستاذ الدولي فاسيك راجليش زاعما أنه أثبت يقينا أن 99.9999 بالمئة مناورة الملكة في أفضل الأحوال تعادل للأبيض ، ثم أعاد التصريح لاحقا قائلا لو تضاعف إمكانات المعالجة الحاسوبية كل 18 شهرا خلال القرن القادم ستكون لدينا الإمكانات للفصل في جودة افتتاحية غامبت الملك بحلول 2120 أو نحوها ببضع عقود.
رغم أن مناورة الملك نادر في لعب الأساتذة الكبار الحديث، استمر العديد منهم في استخدامها من بينهم: هيكارو ناكامورا، نايجل شورت أليكسي فيدوروف، وكانت قديما جزءا من أسلحة ديفيد برونستاين ومن بعده بوريس سباسكي الذي هزم بها لاعبين كبار منهم بوبي فيشر  وسوزان بولغار  ومباراته الخالدة ضد برونستاين.
مناورة الملك مازال يلعب بكثرة في مباريات الشطرنج السريع على مستوى الأندية.